# Пелетмінський Сергій Володимирович
Пелетмінський Сергій Володимирович (14 лютого 1931 — 18 січня 2022) — вчений у галузі теоретичної фізики. Академік Національної академії наук України (1990), заслужений діяч науки і техніки України (1998).

## Біографія
Народився 14 лютого 1931 року в селі Тьоткіно Курської області (Росія).
У 1953 році закінчив ядерне відділення Харківського державного університету і був направлений на роботу до Харківського фізико-технічного інституту.
З 1957 року працює в Національному науковому центрі «Харківський фізико-технічний інститут» (ННЦ ХФТІ) НАН України.
У 1989—2004 роках — завідувач відділу.
З 2004 року — головний науковий співробітник Інституту теоретичної фізики ім. О. І. Ахієзера ННЦ ХФТІ.

## Наукова діяльність
С. В. Пелетмінський зробив значний внесок у розвиток фундаментальних і прикладних досліджень у галузі фізики, підвищення міжнародного авторитету вітчизняної науки, її провідних шкіл. Його наукові праці присвячені фундаментальним проблемам статистичної механіки, різним застосуванням у фізиці квантових рідин, кристалів, фізиці плазми, кінетиці, фізиці магнітних явищ, астрофізиці. Сергій Володимирович став фундатором усесвітньо відомої харківської наукової школи статистичної фізики.
Серед досягнень ученого слід відзначити:
- відкриття в 1956 р. явища магнітоакустичного резонансу (разом з О. І. Ахієзером і В. Г. Бар'яхтаром);
- розроблення методу скороченого опису нерівноважних процесів у квантових системах багатьох частинок, його застосування під час реалізації низки актуальних завдань статистичної фізики;
- узагальнення методу скороченого опису на системи зі спонтанно порушеною симетрією, встановлення асимптотичних властивостей функцій Гріна;
- розв'язання фундаментальної проблеми статистичної фізики — побудови нерівноважної крупноструктурної ентропії системи частинок із взаємодією, доведення симетрії кінетичних коефіцієнтів;
- розвиток і узагальнення фермі-рідинного підходу для опису надплинних станів квантових систем, його застосування для дослідження надплинності і фазових перетворень у ядерній матерії.

С. В. Пелетмінський — автор і співавтор понад 220 праць, серед яких 6 монографій. Він приділяє багато уваги підготовці молодої зміни дослідників. Протягом 48 років читав курси лекцій у Харківському національному університеті ім. В. Н. Каразіна. Він організатор міжнародних наукових конференцій зі статистичної фізики, квантової електродинаміки, член редколегії серії «Ядерно-фізичні дослідження» часопису «Питання атомної науки і техніки», протягом багатьох років належав до редколегії «Українського фізичного журналу». Його вихованці захистили 12 докторських і 20 кандидатських дисертацій.

## Нагороди і почесні звання
С. В. Пелетмінський — лауреат двох Державних премій України в галузі науки і техніки (1986, 1996), премій НАН України імені К. Д. Синельникова (1978), імені М. М. Крилова (1986), ім. М. М. Боголюбова (2001), імені О. І. Ахієзера (за підсумками конкурсу 2018 року).
У 1998 р. ученому присвоєно почесне звання «Заслужений діяч науки і техніки України».